# Uremisch syndroom
De term uremisch syndroom omvat een klinisch beeld dat gepaard gaat met verlies van klarend vermogen. Hierdoor stijgt in het bloed de concentratie van ureum en andere metabolieten, vooral uit de stikstofhuishouding. Hoewel de verzameling verschijnselen vernoemd zijn naar de verhoogde concentratie ureum, veroorzaken de afvalstoffen met stikstof de klinische verschijnselen.
Deze symptomen omvatten neurologische verschijnselen, welke vaak beginnen met sloomheid, later kan ook braken gezien worden. In het ernstige eindstadium kan verlies van bewustzijn gezien worden, en soms zelfs toevallen.
Het uremisch syndroom, dat betrekking heeft op de stikstofhuishouding van het lichaam, moet onderscheiden worden van het nefrotisch syndroom, welke symptomen omvat van afwijkingen in de eiwithuishouding. Ook is er een verschil in oorzaak: bij het uremisch syndroom wordt er in het geheel minder bloed gefiltreerd, en bij het nefrotisch syndroom kan de nier niet meer de juiste stoffen selecteren om uit te scheiden (wat leidt tot proteïnurie en andere verschijnselen).